# Пандион (сын Эрихтония)
Пандион (сын Эрихтония, Пандион I, др.-греч. Πανδίων Α') — персонаж древнегреческой мифологии. Царь Афин. Сын Эрихтония и Праксифеи. При нём в Аттику прибыли Деметра и Дионис. Диониса в Афинах принял Икарий.
Пандион был женат на Зевксиппе, сестре своей матери. Дети Прокна, Филомела, сыновья-близнецы Эрехтей и Бут. Вёл войну с фиванским царём Лабдаком и призвал на помощь из Фракии Терея, сына Ареса. Дочь Прокну, а затем и Филомелу выдал замуж за Терея. Статуя героя-эпонима в Дельфах.